# La Chapelle-Saint-Maurice
La Chapelle-Saint-Maurice és un municipi francès situat al departament de l'Alta Savoia i a la regió d'Alvèrnia-Roine-Alps. L'any 2007 tenia 118 habitants.

## Demografia

### Població
El 2007 la població de fet de La Chapelle-Saint-Maurice era de 118 persones. Hi havia 48 famílies de les quals 16 eren unipersonals (8 homes vivint sols i 8 dones vivint soles), 12 parelles sense fills, 16 parelles amb fills i 4 famílies monoparentals amb fills.
La població ha evolucionat segons el següent gràfic:
Habitants censats

### Habitatges
El 2007 hi havia 53 habitatges, 48 eren l'habitatge principal de la família i 5 eren segones residències. 41 eren cases i 12 eren apartaments. Dels 48 habitatges principals, 35 estaven ocupats pels seus propietaris, 11 estaven llogats i ocupats pels llogaters i 2 estaven cedits a títol gratuït; 3 tenien dues cambres, 7 en tenien tres, 15 en tenien quatre i 23 en tenien cinc o més. 38 habitatges disposaven pel capbaix d'una plaça de pàrquing. A 20 habitatges hi havia un automòbil i a 25 n'hi havia dos o més.

### Piràmide de població
La piràmide de població per edats i sexe el 2009 era:
| Homes | Edats   | Dones |
| ----- | ------- | ----- |
| 0     | 95 o +  | 0     |
| 0     | 90 a 94 | 0     |
| 0     | 85 a 89 | 0     |
| 0     | 80 a 84 | 0     |
| 4     | 75 a 79 | 4     |
| 0     | 70 a 74 | 4     |
| 4     | 65 a 69 | 0     |
| 0     | 60 a 64 | 0     |
| 0     | 55 a 59 | 4     |
| 8     | 50 a 54 | 4     |
| 8     | 45 a 49 | 0     |
| 0     | 40 a 44 | 0     |
| 12    | 35 a 39 | 4     |
| 4     | 30 a 34 | 4     |
| 4     | 25 a 29 | 4     |
| 0     | 20 a 24 | 0     |
| 4     | 15 a 19 | 4     |
| 0     | 10 a 14 | 0     |
| 4     | 5 a 9   | 0     |
| 4     | 0 a 4   | 12    |

## Economia
El 2007 la població en edat de treballar era de 79 persones, 63 eren actives i 16 eren inactives. Les 63 persones actives estaven ocupades(39 homes i 24 dones).. De les 16 persones inactives 6 estaven jubilades, 6 estaven estudiant i 4 estaven classificades com a «altres inactius».
Activitats econòmiques
Dels 3 establiments que hi havia el 2007, 1 era d'una empresa de transport, 1 d'una empresa d'hostatgeria i restauració i 1 d'una entitat de l'administració pública.
L'únic servei als particulars que hi havia el 2009 era un restaurant.
L'any 2000 a La Chapelle-Saint-Maurice hi havia 9 explotacions agrícoles que ocupaven un total de 165 hectàrees.

## Equipaments sanitaris i escolars
El 2009 hi havia una escola elemental integrada dins d'un grup escolar amb les comunes properes formant una escola dispersa.

## Poblacions més properes
El següent diagrama mostra les poblacions més properes.